# Meizu M6 Note
Meizu M6 Note (відомий в Китаї як Blue Charm Note 6) — смартфон середнього рівня китайської компанії Meizu. Представлений 23 серпня 2017 у Китаї, а в решті світу трохи пізніше. Є наступником Meizu M5 Note і попередником Meizu Note 8.

## Дизайн
Передня панель виконана зі скла, а корпус — з алюмінію.
За дизайном Meizu M6 Note подібний до Meizu M5 Note, але на місці, де в попередника розташований LED-спалах, в M6 Note розміщено другий об'єктив камери, а LED-спалах розміщено в лінії для антен.
Знизу знаходяться 3,5 мм аудіороз'єм, мікрофон, гвинти, роз'єм micro USB та динамік, зверху — додатковий мікрофон, зліва — слот під 2 SIM-картки і карту пам'яті формату microSD до 128 ГБ, а справа — гойдалка регулювання гучності та кнопка блокування. Спереду над дисплеєм розташовані сенсор освітлення/наближення, розмовний динамік та передня камера, а під дисплеєм — навігаційна кнопка mTouch з вбудованим у неї сканером відбитків пальців. Ззаду розміщені трохи виступлений над корпусом основний об'єктив камери, додатковий об'єктив, що не виступає над корпусом, двотонний спалах з чотирма світлодіодами, логотип та пластикові лінії для антен.
Meizu M6 Note був доступний в 4 кольорах: чорному, сріблястому, золотому та синьому.

## Технічні характеристики
Meizu M6 Note отримав систему на кристалі Qualcomm Snapdragon 625 з графічним процесором Adreno 506. Це перший смартфон Meizu, що оснащений процесором від Qualcomm.  Об’єм флеш-пам’яті — 16, 32 або 64 ГБ.
Meizu M6 Note отримав акумулятор об'ємом 4000 мА·год з підтримкою швидкої зарядки mCharge до 18 Вт.

## Продажі
В перший же день було розпродано 200 000 пристроїв.